# الحشرج (الأفلاج)
الحَشْرَج هو ملتقى أودية الهدار في الأفلاج، ويقع في جنوب الهدار ويعانق رأسه رأس الشطبتين، وبأعلاه عين كبيرة غزيرة واسعة المحيط تسمى «الوطاة». وفي الحشرج اطم دائرة، وآبار، وقبور، وقصور غامرة. ذكر أبو محمد الهمداني الحشرج فقال: «فتأخذ على الهدار هدار بني حريش أول جزع فيه القطنية لبني خلدة من الحريش، ثم الأقطان لبني خالد، ثم الفرعة لبني ربيعة، والحشرج لبني المجر، الذي يعنيه عنترة: وآخر منهم أجررت رمحي.»